# Superloupe

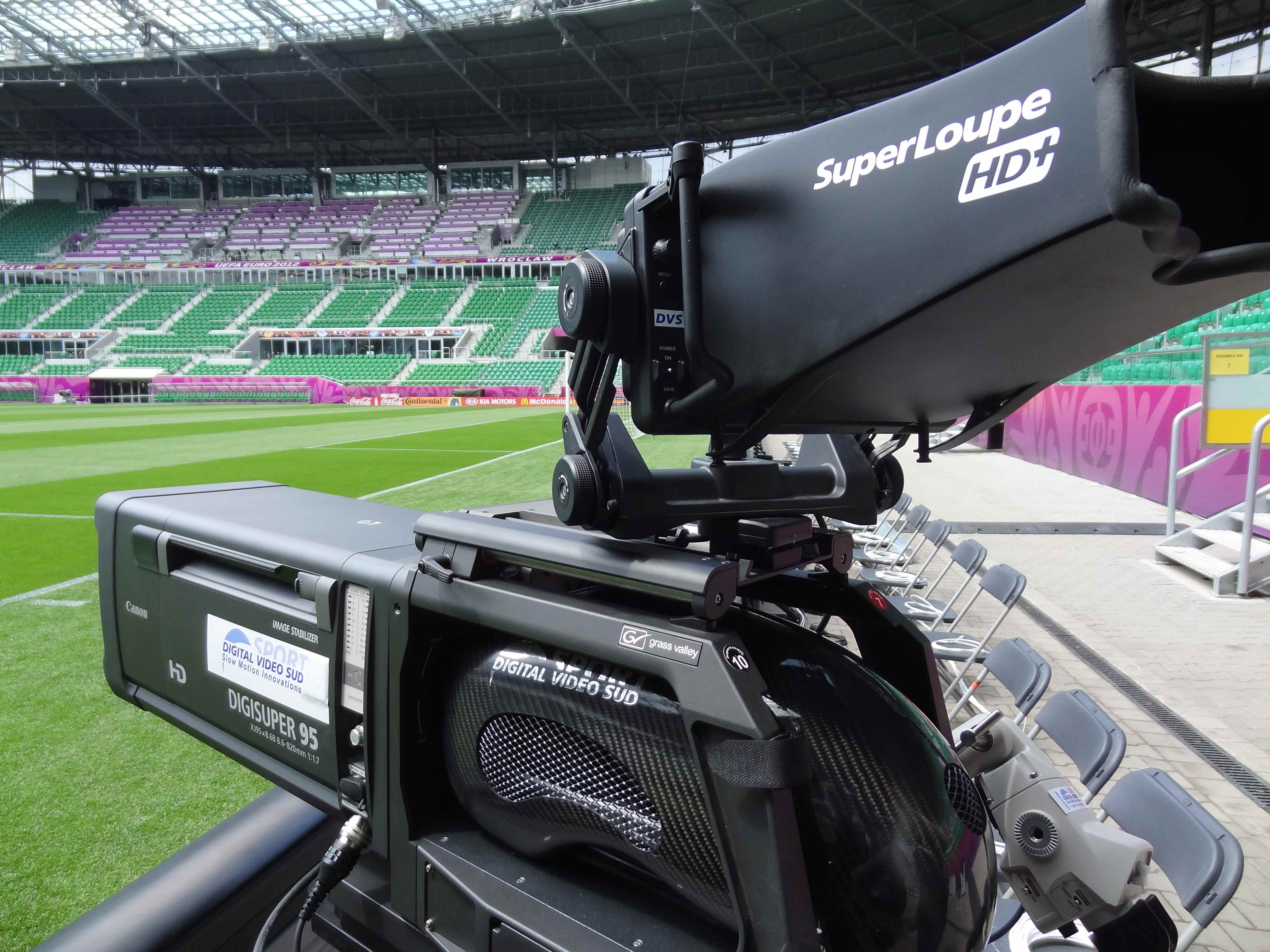
La Superloupe sur un stade de L'Euro 2012

La superloupe est une caméra filmant à haute vitesse, utilisée par la chaîne Canal+ depuis 2007 lors des grands matchs de football. Elle permet de produire des ralentis à 500 images par seconde. 
Par l’utilisation fréquente de cette technologie par Canal + et à l'absence de caméras analogues à ses débuts, le nom de « Superloupe » est devenu en France et en Europe le nom générique utilisé pour le ralenti extrême dans le sport.
C'est une marque déposée, la technologie est brevetée,,,,.

## Les origines
L’idée de concevoir la Superloupe est née le 25 mai 2002 lors du Grand Prix automobile de Monaco 2002 de Formule 1 après que David Coultard, en tête de la course, a touché le rail du virage de « la piscine ». Le réalisateur du Grand Prix de Monaco de 1991 à 2002, George Giaufret a émis ce jour-là l’espoir de disposer de ralentis beaucoup plus détaillés afin d’analyser dans les conditions du direct les conséquences de certaines situations spectaculaires se déroulant à très haute vitesse.
En 2002, lors d’un direct télévisé la technologie permettait au mieux de produire des ralentis à 75 images par seconde ce qui incita les ingénieurs de Digital Vidéo Sud,,, à rechercher les solutions techniques pour satisfaire ce souhait. 
Ce n’est que deux ans plus tard après de nombreuses tentatives infructueuses que le projet Superloupe sera achevé et introduit avec succès sur un direct TV.
L’idée du nom de Superloupe (marque déposé) a été suggérée par Hervé Berthelot producteur des sports de TF1 de 1999 à 2004, TF1 qui fut la première chaine au monde à disposer de ralentis à de 500 images/s lors d’un direct. 

## Les dates clés
Le 28 mai 2004, le brevet est déposé par Digital Vidéo Sud. La première mise à l’antenne a eu lieu le 4 juillet 2004 sur TF1 lors du Grand Prix automobile de France remporté par Michael Schumacher.
Le 2 octobre 2005, la Superloupe est requise par France Galop pour la captation du Prix de l'Arc de Triomphe.
Le 9 juillet 2006, lors de la Finale de la Coupe du monde de football,, disputée à l'Olympiastadion à Berlin, la Superloupe immortalise la "panenka" de Zidane sur le pénalty permettant à la France d'ouvrir le score contre l'Italie.
Le 26 mai 2013, le tournoi de Roland Garros devient le premier tournoi des quatre tournoi du grand chelem à disposer de 3 Superloupes sur son court central, le court Philippe Chatrier,.
Le 15 mars 2015, les images de la Superloupe et de son Superzoom4K mettent en évidence une erreur d'arbitrage et alimentent le débat sur la nécessité d'une assistante technologique. À la suite des nombreuses polémiques alimentées par les images de la Superloupe, le conseil d’administration de la Ligue de Football Professionnel (LFP) adopte 16 avril 2015 la « goal line technology »,. Le 22 mars 2015, lors du match de Ligue 1 Marseille-Lens filmé à 22 caméras au Stade de France, Canal+, détenteur des droits pour les 3 meilleures affiches pour la période 2016-2020, consacrait un reportage sur les coulisses de la réalisation,,,,.
Le 4 juillet 2015, la Superloupe fait ses débuts sur le Tour de France,,,,,, dont le Grand Départ a lieu à Utrecht, théâtre d'un contre-la-montre individuel de 14 km. Le réalisateur du Tour de France Jean-Maurice Ooghe décide d'équiper la SuperLoupe d'une très longue focale optique de 1 800 mm « afin de disposer des détails et émotions jamais vues ».
Le 17 avril 2015, Théo Schuster le réalisateur de la série Looking For... diffusée par Canal +, requiert une Superloupe pour filmer la passion autour du derby Algérois et les scènes d'Eric Cantona dans les rues de la capitale,,. Le 2 novembre 2015, le film sera présenté en avant première à l'institut du monde arabe en présence de Jack Lang,.
Le 14 mai 2016, lors de la finale de la champion's Cup de Rugby disputée dans le Parc Olympique lyonnais, France télévision innove en présentant une superloupe HF avec tête gyrostabilisée.
En juin 2016, la Superloupe est la seule référence de caméra Ultra motion retenue pour la production des ralentis du signal international de L'UEFA,, couvrant les 51 matchs de l'Euro 2016 en France. Le 30 juin 2016 à Marseille, le premier quart de finale bénéficie d'une innovation majeure, avec deux Superloupes miniaturisées placées sur des rails situés derrière chaque butfootball. L'UEFA décidera d'utiliser ce système jusqu'à la finale du 10 juillet au Stade de France opposant la France et le Portugal.
Le 29 janvier 2017, Canal+ lance son match premium du dimanche soir en ULTRA HD,. En accord avec la LFP le dispositif de production incluant deux Superloupes UHD de Digital Vidéo Sud évolue tant sur le plan des positions caméras que sur celui des découpages et du jeu afin de permettre cette avancée technologique majeure. 
Le 6 juillet 2017, lors de la 7e étape du Tour de France, l’écart entre les deux premiers est si infime (moins de 6 mm),, que l’annonce officielle du vainqueur ne survient que plusieurs minutes après l’arrivée à l'aide de la Photo-finish, ce qui conduit Jean-Maurice Ooghe le réalisateur de la course pour France télévision à innover lors de l’ultime étape sur les Champs Elysées réservée aux sprinters en rajoutant sur la ligne d’arrivée une caméra Superloupe filmant jusqu’à 2700 images par seconde.
Juillet 2017, France 3 , diffuse le Mondial la Marseillaise à Pétanque ,considéré comme le plus grand concours de pétanque du monde, plus de 12 000 joueurs s'affrontent sous l’objectif des caméras Superloupe offrant des ralentis jusqu’à 1500 images par seconde pour la finale sur le parvis du Mucem.
Le 8 avril 2018, France 3 teste la version embarquée de la Superloupe,,,, pour la retransmission du Paris-Roubaix. Après cette course, France Télévisions a de nouveau recours à la Superloupe pour la réalisation du Critérium du Dauphiné en juin 2018.
Le 07 juillet 2018 , après 9 mois de développement et de tests avec France télévisons et ASO organisateur du Tour de France, la SuperloupeHF, fait son arrivée sur le Tour de France elle remplace la caméra/moto  N° 4 placée sur la tête de course ce qui permet à Jean Maurice Ooghe, le réalisateur de proposer pour la première fois aux téléspectateur des ralentis en course jusqu’à 500 images/s
Le 17 juillet 2018 , dans le documentaire intitulé « les bleus 2018 au cœur de l'épopée russe, »,  les réalisateurs Emmanuel Le Ber et Théo Schuster  ont utilisé une Superloupe pour la réalisation de leur film qui a réuni 6,8 millions de téléspectateurs sur TF1.
Le 23 octobre 2018 - Sportel de Monaco, - SAS le prince Albert II découvre la Superloupe, ils commentent le terrible accident du pilote monégasque Charles Leclerc trahit par les freins de sa Sauber lors du Grand Prix de Monaco 2018.
Le 5 octobre 2022  Présentation au Sportel de Monaco de la Superloupe UHD+ en version HDR développée pour la captation des épreuves de Ski Alpin pour  les Jeux Olympiques de Pékin 2022.

## Caractéristiques techniques
La Superloupe possède un grand capteur de type CMOS de la taille d'une fenêtre de caméra 35 mm (16 × 26 mm) qui correspond a un capteur format Super 35 (APS-C). 
Un viseur 7“ HD couleur et tous les équipements au standard broadcast 
Elle est capable d'enregistrer jusqu'à 1000 images par seconde en HD et en 4K.
La Superloupe délivre un signal High-Definition au standard EBU ou ITU 
Elle peut accueillir un Sportcam ce qui lui permet d'être équipée d'objectifs de très longue focale intégrant un multiplicateur de focale qui permettent de couvrir de 18 mm jusqu’à  1 800 mm. 
La Superloupe dispose d'une voie de commande et un pupitre de contrôle permettant de modifier les réglages et parler au caméraman pendant le direct, la caméra pouvant se trouver jusqu'à 1 km du caméraman grâce à un câble fibre optique Lemo SMPTE. 